# Hyperaeschrella kosemponica
Hyperaeschrella kosemponica är en fjärilsart som beskrevs av Embrik Strand 1915. Hyperaeschrella kosemponica ingår i släktet Hyperaeschrella och familjen tandspinnare. Inga underarter finns listade i Catalogue of Life.